# رام كيشور شوكلا
كان البانديت رام كيشور شوكلا (4 سبتمبر من عام 1923- 11 ديسمبر من عام 2003) سياسيًا وناشطًا هنديًا سعى إلى استقلال الهند.
مثّل الحزب الاشتراكي والمؤتمر الوطني الهندي كعضو في المجلس التشريعي لولاية ماديا براديش من دائرة بوهاري الانتخابية، حيث شغل منصب رئيس مجلس النواب، نائب رئيس مجلس النواب، بينما في مجلس الوزراء شغل منصب وزير المالية، وزير القانون والتشريع، وزير الإيرادات المستقلة، ووزير الشؤون البرلمانية في حكومة ولاية ماديا براديش التابعة لحكومة الهند. ترأس لجان مجلس النواب المختلفة للجمعية التشريعية في ولاية ماديا براديش، وفي العديد من الخطط الخمسية.  كان أول من عبر عن رأيه في البث المباشر لاجتماعات البرلمان الهندي والجمعيات التشريعية لجمهورية الهند على محطة دووردارشان التلفزيونية، وذلك في مؤتمر رابطة دول الكومنولث البرلمانية في إنجلترا. 
زار شوكلا الاتحاد السوفيتي وإنجلترا واليابان والولايات المتحدة الأمريكية وكينيا وعدة جمهوريات أخرى في أفريقيا، بالإضافة إلى زيارته إيطاليا وألمانيا وجزيرة مان وغيرها من الدول للمشاركة في نشاطات دول الكومنولث وغيرها من النشاطات المماثلة. بقي رام رمزًا لمنطقته بسبب أيديولوجياته السياسية ومبادئه خلال حركة الاستقلال الهندية وبعدها حتى وفاته في عام 2003.

## نضاله في سبيل الحرية والتعليم
امتلك شوكلا حفيد المزارعين رأيًا متطرفًا تجاه البريطانيين؛ إذ كان مستعدًا دائمًا ليكون جزءًا من تحركات الكونغرس ضد الحكومة الإنجليزية الإقطاعية.

## تاريخه السياسي

### فينديا براديش وماديا براديش
كان مراقبًا للحركة التعاونية في الهند، ولهذا السبب انتُخِبَ بعد الاستقلال رئيسًا للجنة التعاونية الريفية في بوهاري، وللجنة التسويقية التعاونية والمصارف التعاونية المركزية في منطقتي ريوا وشهدول، حيث أبقى نفسه منغمسًا في الحفاظ على المؤسسات التعاونية. كان شوكلا منذ البداية مناصرًا للاشتراكية، إذ كان من المؤسسين للحزب الاشتراكي في منطقته. فاز شوكلا بمقعد بيوهاري الانتخابي في الانتخابات العامة الأولى لولاية فينديا براديش عام 1951 من الحزب الاشتراكي فقط.  على الرغم من حيازة المؤتمر الوطني الهندي على أغلبية المقاعد، إلا أنه كان أحد الأعضاء الأحد عشر في الجمعية التشريعية لولاية فينديا براديش التابعين للحزب الاشتراكي، وهو حزب المعارضة الرئيسي.  انتُخِب شوكلا بالإجماع زعيمًا للمعارضة في الجمعية التشريعية لولاية فينديا براديش.  تأسست ولاية مادهيا براديش المتحدة في 1 نوفمبر عام 1956، ليفوز شوكلا عام 1957 بالانتخابات العامة كمرشح مستقل.  بناءً على طلب جواهرلال نهرو الذي دعا جميع أصحاب العقول الاشتراكية للانضمام إلى حزب المؤتمر الوطني الهندي لإقامة مجتمع اشتراكي فعال، انضم شوكلا إلى الحزب ليفوز بالانتخابات العامة في الأعوام 1962 و1967 و1980 و1985 و1993. بقي شوكلا ممثلًا لدائرة بوهاري فيدان لما يقارب سبع مرات، وكان أحد القلائل الذين فازوا ثلاث مرات في انتخابات الجمعية من منطقته. كان معروفًا بخطابه الحاد، وبإدراكه الكبير للنظام البرلماني.

### الرئاسة ومدة الخدمة الوزارية
شغل منصب النائب مرتين خلال الفترات 1968- 1972 و1980- 1984. بعد استقالة الرئيس ياجيا دات شارما في يوليو عام 1983، تولى شوكلا منصب رئيس تنفيذي وممثل للدولة في مؤتمرات رابطة دول الكومنولث البرلمانية في كينيا وإيطاليا وألمانيا في سبتمبر عام 1983 وبعده. انتُخِب في مارس عام 1984بالإجماع رئيسًا للمجلس التشريعي، ثم استُدعي مرةً أخرى ليمثل الدولة في رابطة دول الكومنولث البرلمانية والمؤتمرات المماثلة في جزيرة مان، إنجلترا، الولايات المتحدة، اليابان والاتحاد السوفيتي.  
ترأس في بعض الأحيان أكثر من خمس لجان للمجلس التشريعي في ولاية ماديا براديش، وفي عدة خطط خمسية، بينما خلال المرة السابعة التي كان يشغل بها منصب المشرع كانت الإدارات التي استلمها كوزير في الحكومة هي وزير المالية، وزير الإيرادات المستقلة، وزير القانون والتشريع ووزير الشؤون البرلمانية.  خلال الجلسة الموسمية الأولى له كوزير للمالية -والتي عقدت مباشرةً بعد كارثة بوبال- قدم ميزانيته الأولى مع عجز كبير لتغطية صناديق الأنشطة الإنسانية وإعادة تأهيل ضحايا مأساة الغاز. 

### المشاركة المحلية
دعم شوكلا المؤسسات التعليمية في المنطقة اعتقادًا منه أن التعليم هو المفتاح لتحسين الكثير من دائرته الانتخابية الريفية. كان شوكلا عضوًا في مجلس التعليم الثانوي ومحكمة جامعة الدكتور هاري سينغ غور، وأنشأ كلية الفنون والتجارة في بوهاري التي سميت فيما بعد باسمه. كان أيضًا رئيسًا لرابطة دول الكومنولث البرلمانية في ولاية ماديا براديش، وبنك شهدول المركزي التعاوني ونقابة المحامين، ونائب رئيس مجلس إدارة كلية شهدول للقانون. 

## الخلافات

### الترقية المثيرة للجدل عام 1984
قام شوكلا في عام 1984 بترقية ضابط في الهيئة التشريعية للولاية لمنصب سكرتير خاص، وفي غضون ساعات تمت ترقية نفس الضابط إلى منصب سكرتير، وقد كان ذلك بحكم الصلاحيات الاستثنائية الممنوحة له كرئيس. كانت هذه الترقية الأولى من نوعها في التاريخ، ولم تكن موضع تقدير من قبل أي شخص.  

### تبادل إطلاق النار في السيرك عام 1987
أصيب ثلاثة أشخاص أثناء إطلاق النار على سيرك في بوهاري في عام 1987 خلال فترة خدمته كوزير. كان أبناء شوكلا متورطين في القضية، حيث كان السيرك مقامًا أمام مركز للشرطة في بوهاري. كان مثيرو الشغب المتورطون بإطلاق النار مقربين من أبناء شوكلا، وكانوا يواجهون مسبقًا تهمًا جنائية، كما كان لأبناء شوكلا بعض القضايا المعلقة ضدهم.

## الحياة الشخصية والعائلية
تعود جذور عائلة شوكلا إلى البانديت رام سوندار شوكلا، ابن البانديت شيام سوندار شوكلا، وهو باتوار (توفي عام 1968)، وكانت زوجته بودهي شوكلا ربة منزل (توفيت عام 1980). امتلكوا أربعة أبناء وابنتين، أسماؤهم: رام كيشور شوكلا، وبغواتي براساد شوكلا، وجانغا براساد شوكلا، ودورجا شانكار شوكلا، وأركانا شوكلا، وليلى شوكلا.
تزوج شوكلا من كالافاتي شوكلا -ابنة مزارع- في عام 1944، ليحظيا بسبعة أطفال؛ خمسة أبناء وابنتين، أسماؤهم: بانمالي براساد شوكلا، فينديشوارى براساد شوكلا، سانتوش كومار شوكلا، فينود كومار شوكلا، سوريندرا شوكلا، سوريندرا شوكلا، سوريتا شوكلا، أنيتا شوكلا، ومن بينهم سانتوش كومار شوكلا المعروف على أنه خلف والده السياسي في حزب المؤتمر الوطني.

## وفاته
شخص الأطباء إصابته بالداء السكري في الأربعينيات من عمره، حيث قضى شوكلا معظم حياته في العلاج. أصيب في 10 نوفمبر عام 2003 أثناء الانتخابات العامة في ولاية ماديا براديش بنزيف في المخ.
أُحيل للعلاج في معهد أول إنديا للعلوم الطبية، ولكن نظرًا إلى أن الانتخابات كانت تجري آنذاك لم تتوفر أي طائرة حكومية لنقله؛ لذلك، كان لا بد من علاجه في ريوا. بعد شهر من فقدان الوعي، توفي شوكلا في 11 ديسمبر عام 2003.